# Sociale omgeving
Sociale omgeving of milieu is het geheel van sociale, culturele, economische, religieuze factoren dat van invloed is op het menselijk gedrag. Hierbij zijn groepen als het gezin, vrienden en collega's belangrijke factoren, alsook de sociale klasse waartoe iemand behoort.
Sociale reproductie is het overbrengen van de sociale positie van ouders op hun kinderen. Dit heeft beperkende gevolgen voor de sociale mobiliteit van het kind. Sociale ongelijkheid blijft langer in stand dan zonder de (beperkende) factor van de afkomst verwacht kon worden.
Volgens het sociaal determinisme worden iemands denkwijze en gedrag (mentaliteit) volledig bepaald door zijn sociale omgeving.

## Émile Durkheim
Het begrip sociale omgeving kreeg bekendheid door de socioloog Émile Durkheim. De fysieke omgeving veranderde volgens hem te weinig om veranderingen in de samenleving te verklaren, en de verschillen in fysieke omgeving waren volgens hem ook te klein om de diversiteit in sociale systemen te verklaren. Alleen vanuit de sociale omgeving konden sociale feiten begrepen en verklaard worden. Hij maakte daarbij onderscheid tussen een extern, en een intern sociaal milieu. Betrokken op een samenleving betrof het externe sociale milieu de buurlanden. De sociale feiten zouden echter alleen geduid kunnen worden aan de hand van het interne sociale milieu, gevormd door alle elementen van een samenleving, naast burgers bestaande uit zaken als wetten, gewoontes, kunst, literatuur en materiële zaken. Het zouden echter vooral de mensen zijn die veranderingen in gang zetten. Daarbij zou sociaal volume en dynamische dichtheid van belang zijn.

## Onderzoek

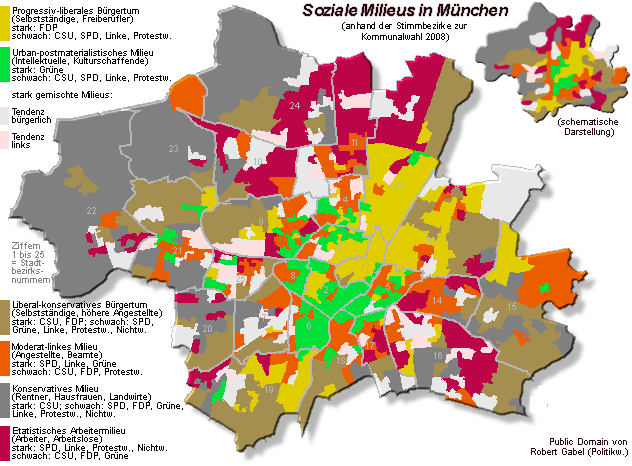
Sociale milieus zoals ze in Duitsland volgens het Duitse model in kaart zijn gebracht voor München

Sociaalwetenschapper Jörg Ueltzhöffer, vroeger politicus voor de SPD en later directeur van het SIGMA Institut, heeft voor Duitsland in 1980 onder de titel Lebensweltanalyse: Explorationen zum Alltagsbewußtsein und Alltagshandeln (Leefwereldanalyse: exploratie op het dagelijks bewustzijn en het dagelijks gedrag) een verslag voorgelegd waarin in de eerste plaats een volkomen nieuw doelgroepenmodel werd gepresenteerd voor marketing en sociologisch onderzoek. Hij heeft dat model van de sociale milieus samen met de marketingpsycholoog Berthold Flaig (tegenwoordig directeur van het SINUS Institut) ontwikkeld. In de navolgende twee decennia werd dit model in Duitsland toegepast onder verschillende namen (SIGMA-milieus, SINUS-milieus) binnen de wereld van het markt-, media-, communicatie- en sociologisch onderzoek.
Het onderzoeksbureau Motivaction heeft met haar levensstijlonderzoek Mentality de milieus voor Nederland onderzocht, wat in Nederland voor beleidsmakers en regering basis vormt om beleid op te maken.

### Indeling
Motivaction hanteert voor Nederland een sociologische indeling naar waardenprofielen en levensstijl waarbij de volgende acht begrippen worden gehanteerd als sociaal milieu.
| Moderne burgerij           | Een groep conformistische, statusgevoelige burgers die zich bewegen tussen traditie en moderne waarden (zoals genieten en consumeren).                                                       |
| Traditionele burgerij      | Een groep moreel bewuste, plichtsgetrouwe en op de status quo gerichte burgers. |
| Opwaarts mobielen          | Een groep carrièregerichte individualisten met sterke hang naar sociale status, technologische vooruitgang en risico en spanning.                                                            |
| Postmoderne hedonisten     | Een groep bestaande uit pioniers van de beleveniscultuur voor wie het experiment en het breken met morele en sociale conventies een doel op zich is.                                         |
| Postmaterialisten          | Een groep maatschappijkritische idealisten die zich wil ontplooien en stelling wil nemen tegen sociaal onrecht en wil opkomen voor het milieu.                                               |
| Kosmopolieten              | Een groep open en kritische wereldburgers die de postmoderne waarden ontplooiing en beleving combineert met de moderne waarden maatschappelijk succes, materialisme en genot.                |
| Impulsieve individualisten | Een groep die leeft met de dag en in de eerste plaats streeft naar een plezierig en comfortabel leven.                                                                                       |
| Nieuwe conservatieven      | Een groep bestaande uit de liberaal-conservatieve maatschappelijke bovenlaag, die ruimte geeft aan technologische ontwikkeling, maar niet voorop loopt bij sociale en culturele vernieuwing. |